# Leslie Egnot
Leslie Egnot, född den 28 februari 1963 i Greenville, South Carolina, är en nyzeeländsk seglare.
Hon tog OS-silver i 470 i samband med de olympiska seglingstävlingarna 1992 i Barcelona.